# بازی بانی
بازی بانی (انگلیسی: The Bunny Game) یک فیلم ترسناک آمریکایی است که در سال ۲۰۱۱ منتشر شد.